# شوئیچی شیگنو
شوئیچی شیگنو (انگلیسی: Shuichi Shigeno؛ زادهٔ ۸ مارس ۱۹۵۸) مانگاکا اهل ژاپن است. همچنین برندهٔ جوایزی همچون جایزه مانگای کودانشا شده است.